# Gerard van der Wulp
Gerard (G.E.) van der Wulp (16 januari 1950) is een Nederlander die voorheen werkzaam was als ambtenaar, bestuurder, diplomaat en journalist.

## Leven en werk
Van der Wulp werkte na de middelbare school als journalist en hij schreef in de jaren zeventig voor het dagblad Het Binnenhof en voor het dagblad Trouw.  Begin jaren tachtig was Van der Wulp enkele jaren woordvoerder van Ruud Lubbers, die toen fractievoorzitter was van het CDA in de Tweede Kamer. Vanaf 1983 werkte hij bij het NOS Journaal; achtereenvolgens als politiek presentator, als hoofdredacteur (vanaf 1987), en als correspondent in Washington D.C. (vanaf 1996).
In 1999 stapte Van der Wulp over naar de Rijksvoorlichtingsdienst (RVD); hij werd daar plaatsvervangend directeur-generaal. In 2004 werd hij benoemd tot directeur-generaal bij de RVD en daarmee was hij eerste woordvoerder van het koninklijk huis, de minister-president en het kabinet. Hij werkte in die functie voor de ministers-presidenten Kok en Balkenende. Op 23 juni 2008 werd bekend dat Van der Wulp zijn functie als directeur-generaal van de RVD zou gaan neerleggen, om eind augustus 2008 te beginnen als plaatsvervangend chef de poste van de Nederlandse ambassade in de Verenigde Staten, opnieuw in Washington DC. 
Van augustus 2011 tot zijn pensionering eind 2014 was hij de vertegenwoordiger van Nederland in Aruba, Curaçao en Sint Maarten.

Zijn zoon Xander van der Wulp is hoofdredacteur bij NOS Sport.